# Annick Girardin
Annick Girardin (født 3. august 1964 i Saint-Malo, Ille-et-Vilaine, Bretagne) er en fransk radikal politiker. Hun har deltaget i de skiftende franske regeringer fra 2014 frem til 2022. Siden 2007 er hun blevet valgt til Nationalforsamlingen for Saint-Pierre og Miquelon. 

## Radikal politiker
Indtil 2017 var  Annick Girardin medlem af partiet Det radikale Venstreparti (PRG) og derefter af midterpartiet Den radikale Bevægelse - Social og Liberal (MRSL). I år 2000 stiftede hun bevægelsen Cap sur l'avenir (CSA), som hun stadig er leder af.

## Statssekretær og minister
Siden 2014 har Annick Girardin deltaget i socialistisk–Parti Radical de Gauche-regeringerne Manuel Valls I, Manuel Valls II og i Bernard Cazeneuve's regering. Fra 2017 fortsatte hun i midterregeringerne Édouard Philippe I og Édouard Philippe II. 
Den 9. april 2014 blev Annick Girardin udnævnt til statssekretær for internationalt samarbejde og fransktalende. Den 11. februar 2016 blev hun minister for offentlige funktioner (Ministre chargé de la fonction publique) og den 17. maj 2017 blev hun minister for de oversøiske områder. Den 6. juli 2020 blev hun udnævnt til minister for havet i Regeringen Jean Castex.

## Medlem af Nationalforsamlingen
Ved valget i 2002 stillede Annick Girardin op, men hun blev ikke valgt. Derimod blev hun valgt ved valgene i 2007, i 2012 og i 2017.
Siden Annick Girardin kom i regeringen i 2014 har hendes suppleanter repræsenteret Saint-Pierre og Miquelon i Nationalforsamlingen i det meste af tiden.  I 2014–juni 2017 og igen fra juli 2017 er Stéphane Claireaux hendes stedfortræder i Nationalforsamlingen. 
I Nationalforsamlingen har Annick Girardin været associeret medlem af den socialdemokratiske parlamentsgruppe Groupe Nouvelle Gauche (2007–2012), fuldt medlem af parlamentsgruppen Groupe radical, républicain, démocrate et progressiste (2012–2014), associeret medlem af Groupe La République en marche (juni–juli 2017).  